# سانتا ماريا (تكساس)
سانتا ماريا (بالإنجليزية: Santa Maria CDP, Texas)‏ هي منطقة سكنية تقع بولاية تكساس في الولايات المتحدة. تبلغ مساحتها 0.6 كم2، وترتفع عن سطح البحر 20 م، بلغ عدد سكانها 733 نسمة في عام 2010 حسب إحصاء مكتب تعداد الولايات المتحدة وتصل الكثافة السكانية فيها 1,221.7 نسمة لكل كيلومتر مربع (3,164.2/ميل2).

## التركيبة السكانية
حدّد مكتب تعداد الولايات المتحدة بيانات التركيبة السكانية لسانتا ماريا في تعداد الولايات المتحدة. في ما يلي، التركيبة السكانية حسب تعدادي 2000 و2010.

### تعداد عام 2000
بلغ عدد سكان سانتا ماريا 846 نسمة بحسب تعداد عام 2000، وبلغ عدد الأسر 220 أسرة وعدد العائلات 198 عائلة مقيمة في المنطقة السكنية. في حين سجلت الكثافة السكانية 1,410 نسمة لكل كيلومتر مربع (3,651.9/ميل2). وبلغ عدد الوحدات السكنية 241 وحدة بمتوسط كثافة قدره 401.7 لكل كيلومتر مربع (1,040.4/ميل2).
وتوزع التركيب العرقي للمنطقة السكنية بنسبة 55.67% من البيض و0.24% من الأمريكيين الأصليين و43.85% من الأعراق الأخرى و0.24% من عرقين مختلطين أو أكثر و99.76% من الهسبانيون أو اللاتينيون من أي عرق.
بلغ عدد الأسر 220 أسرة كانت نسبة 58.6% منها لديها أطفال تحت سن الثامنة عشر تعيش معهم، وبلغت نسبة الأزواج القاطنين مع بعضهم البعض 68.6% من أصل المجموع الكلي للأسر، ونسبة 15.9% من الأسر كان لديها معيلات من الإناث دون وجود شريك،  بينما كانت نسبة 5.5% من الأسر لديها معيلون من الذكور دون وجود شريكة وكانت نسبة 10% من غير العائلات. تألفت نسبة 8.6% من أصل جميع الأسر من عدة أفراد يعيشون في نفس المنزل ونسبة 5% كانت تتألف من شخص يعيش بمفرده يبلغ من العمر 65 عاماً أو أكثر. وبلغ متوسط حجم الأسرة المعيشية 3.85، أما متوسط حجم العائلات فبلغ 4.11.
بلغ العمر الوسطي للسكان 26.2 عاماً. وكانت نسبة 36.4% من القاطنين تحت سن الثامنة عشر، وكانت نسبة 11.5% بين الثامنة عشر والرابعة والعشرين عاماً، ونسبة 26.6% كانت واقعةً في الفئة العمرية ما بين الخامسة والعشرين والرابعة والأربعين عاماً، ونسبة 14.3% كانت ما بين الخامسة والأربعين والرابعة والستين، ونسبة 11.2% كانت ضمن فئة الخامسة والستين عاماً فما فوق. يوجد لكل 100 أنثى 85.1 ذكر، ويوجد لكل 100 أنثى في الثامنة عشر من عمرها فما فوق 88.8 ذكر.
بلغ متوسط دخل الأسرة في المنطقة السكنية 16,917 دولارًا، أما متوسط دخل العائلة فبلغ 18,750 دولارًا. وكان متوسط دخل الذكور 13,889 دولارًا مقابل 13,250 دولارًا للإناث. وسجل دخل الفرد الخاص بالمنطقة السكنية 5,794 دولارًا. وكانت نسبة 39.9% من العائلات ونسبة 47.2% من السكان تحت خط الفقر، وكان من هؤلاء نسبة 66.6% تحت سن الثامنة عشر ونسبة 14.3% في الخامسة والستين من العمر وما فوق.

### تعداد عام 2010
بلغ عدد سكان سانتا ماريا 733 نسمة بحسب تعداد عام 2010، وبلغ عدد الأسر 201 أسرة وعدد العائلات 170 عائلة مقيمة في المنطقة السكنية. في حين سجلت الكثافة السكانية 1,221.7 نسمة لكل كيلومتر مربع (3,164.2/ميل2). وبلغ عدد الوحدات السكنية 229 وحدة بمتوسط كثافة قدره 381.7 لكل كيلومتر مربع (988.6/ميل2).
وتوزع التركيب العرقي للمنطقة السكنية بنسبة 25.65% من البيض و0.14% من الأمريكيين ذوي الأصول الآسيوية و73.94% من الأعراق الأخرى و0.27% من عرقين مختلطين أو أكثر و99.45% من الهسبانيون أو اللاتينيون من أي عرق.
بلغ عدد الأسر 201 أسرة كانت نسبة 55.2% منها لديها أطفال تحت سن الثامنة عشر تعيش معهم، وبلغت نسبة الأزواج القاطنين مع بعضهم البعض 55.2% من أصل المجموع الكلي للأسر، ونسبة 20.9% من الأسر كان لديها معيلات من الإناث دون وجود شريك،  بينما كانت نسبة 8.5% من الأسر لديها معيلون من الذكور دون وجود شريكة وكانت نسبة 15.4% من غير العائلات. تألفت نسبة 14.4% من أصل جميع الأسر من عدة أفراد يعيشون في نفس المنزل ونسبة 8.5% كانت تتألف من شخص يعيش بمفرده يبلغ من العمر 65 عاماً أو أكثر. وبلغ متوسط حجم الأسرة المعيشية 3.65، أما متوسط حجم العائلات فبلغ 4.06.
بلغ العمر الوسطي للسكان 29.9 عاماً. وكانت نسبة 36.3% من القاطنين تحت سن الثامنة عشر، وكانت نسبة 8.9% بين الثامنة عشر والرابعة والعشرين عاماً، ونسبة 23.7% كانت واقعةً في الفئة العمرية ما بين الخامسة والعشرين والرابعة والأربعين عاماً، ونسبة 19.4% كانت ما بين الخامسة والأربعين والرابعة والستين، ونسبة 11.7% كانت ضمن فئة الخامسة والستين عاماً فما فوق. وتوزع التركيب الجنسي للسكان بنسبة 45.7% ذكور و54.3% إناث.